# 투르크메니스탄 항공
투르크메니스탄 항공(투르크멘어: Türkmenhowaýollary, 영어: Turkmenistan Airlines)은 투르크메니스탄의 국책 항공사로 본사는 투르크메니스탄 아시가바트에 위치해 있다.

## 역사
소련 독립 이전에는 투르크메니스탄 소비에트 사회주의 공화국(영어: oviet Republic of Turkmenistan) 소속의 국책 항공사에 속했으며, 소련이 해체하면서 투르크메니스탄이 독립하자 1992년에 설립되었다. 소련 연방 국가들 중에서 1992년 이후 보잉 기종을 최초로 도입한 항공사였다. 2001년 이후 소련 시대에 사용된 노후 기종을 보잉 717를 포함한 최신 시리즈로 교체했으며, B777-200LR을 도입하며 대륙간 장거리 노선도 운항하기 시작했다. B777-200LR을 마지막으로 인도받은 항공사며, B777-300ER은 캐세이퍼시픽 항공이 운용하던 기체를 2025년에 도입했다. 현재 투르크메니스탄 항공은 국내 노선 및 러시아, 유럽, 아시아의 국제선 노선에 정기 항공 서비스를 제공한다. 또한 국제선 담당 항공 요원의 경우 대부분 서방에서 훈련받은 인원들로 구성되어 있다.

## 운항 노선
- 2015년 6월 기준으로 투르크메니스탄 항공은 다음과 같은 노선을 운항하고 있다.

### 코드쉐어 협정
- 투르크메니스탄 항공은 다음과 같은 항공사와 코드쉐어 협정을 하고 있다.

| - 벨라비아 항공 - S7 항공 (원월드) |

## 보유 기종
- 2025년 5월 기준으로 투르크메니스탄 항공은 다음과 같이 보유하고 있다.[2][3]

### 퇴역 기종
- 안토노프 An-24
- 보잉 717-200
- 보잉 737-300
- 보잉 757-200
- 보잉 767-300ER
- 투폴레프 Tu-154
- 야코블레프 Yak-40
- 야코블레프 Yak-42
- 일류신 Il-76

## 사진

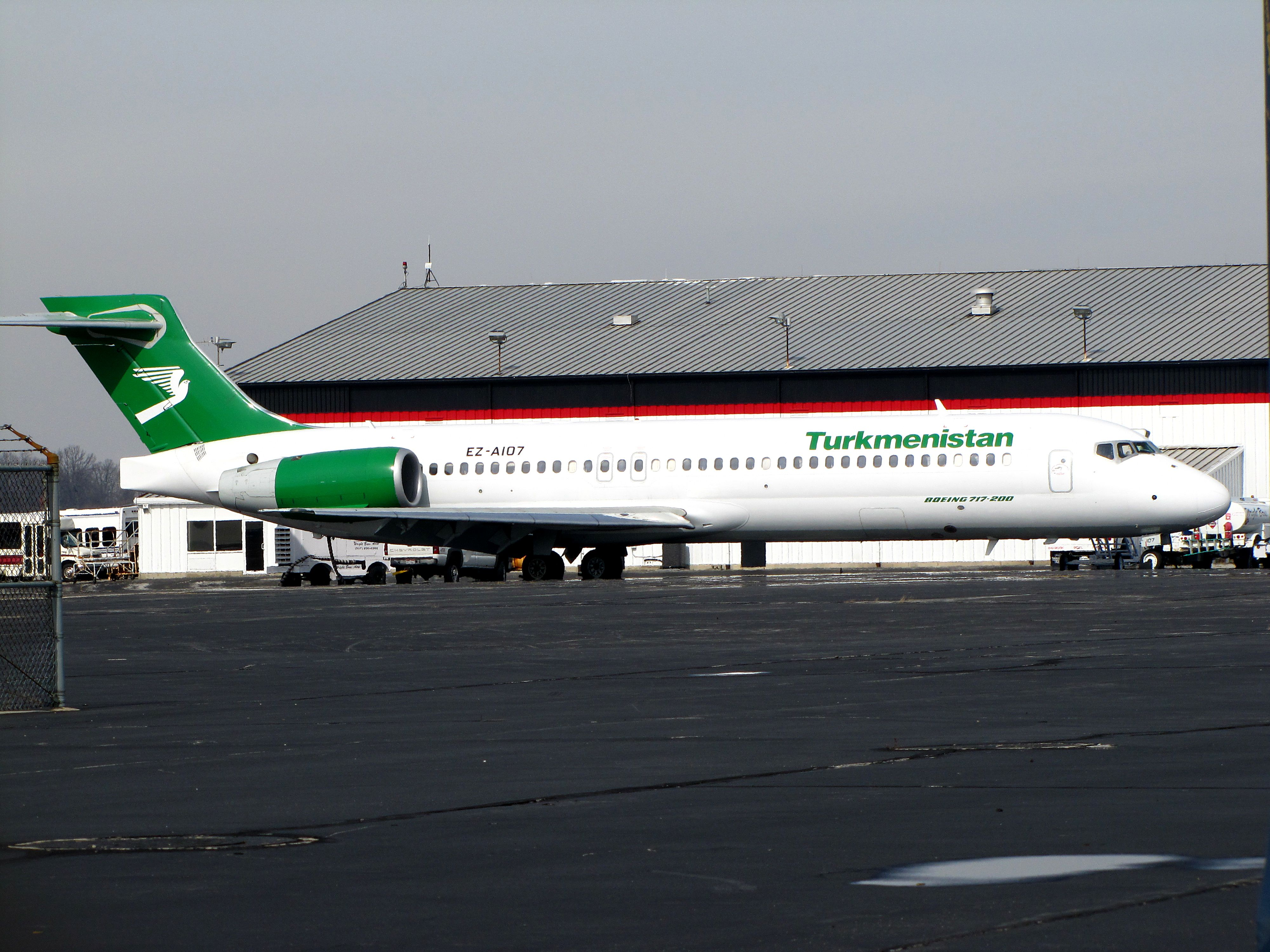
투르크메니스탄 항공의 보잉 717-200
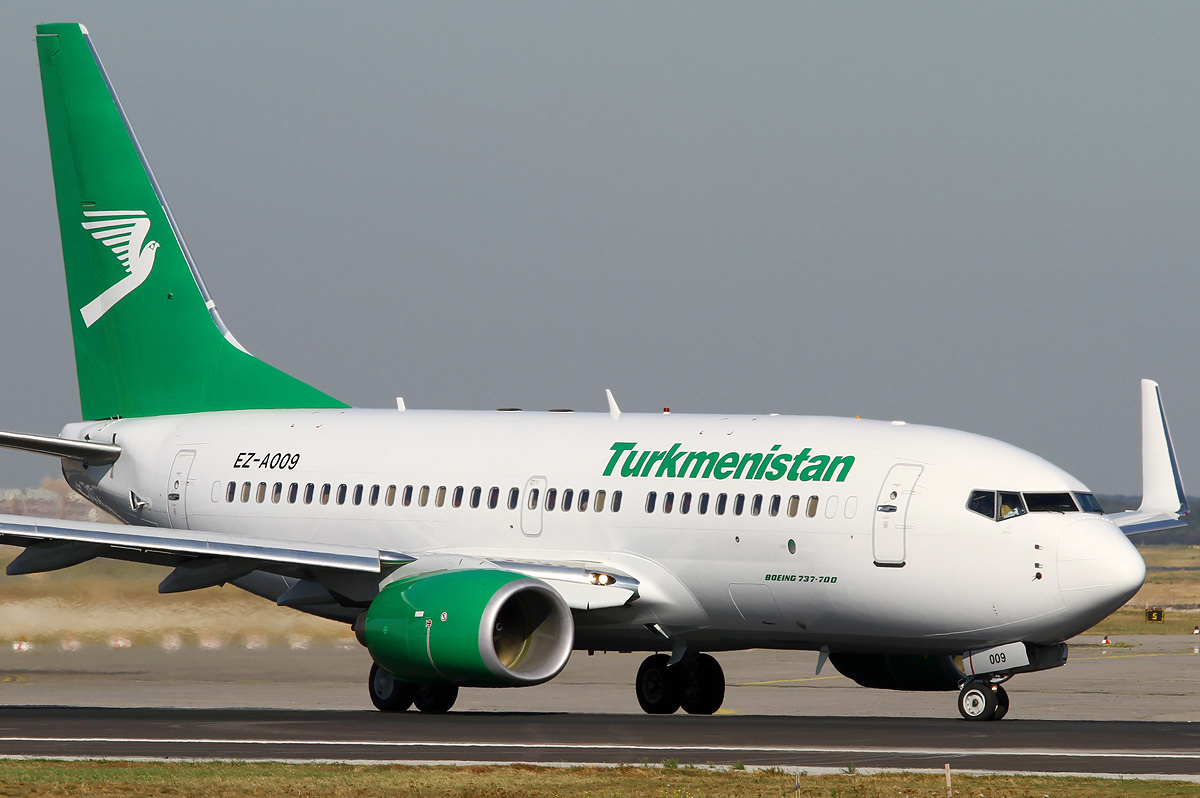
투르크메니스탄 항공의 보잉 737-700
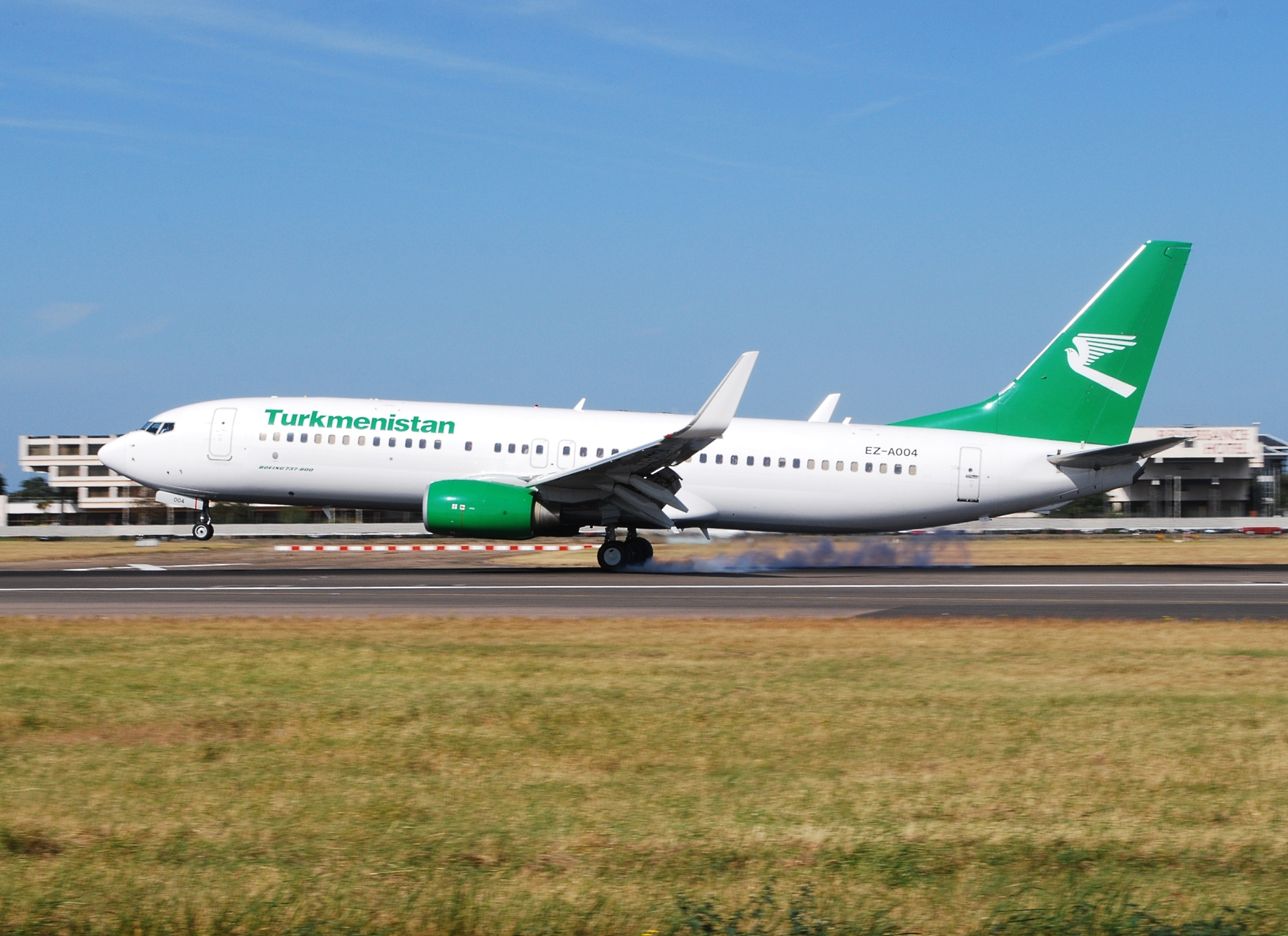
투르크메니스탄 항공의 보잉 737-800
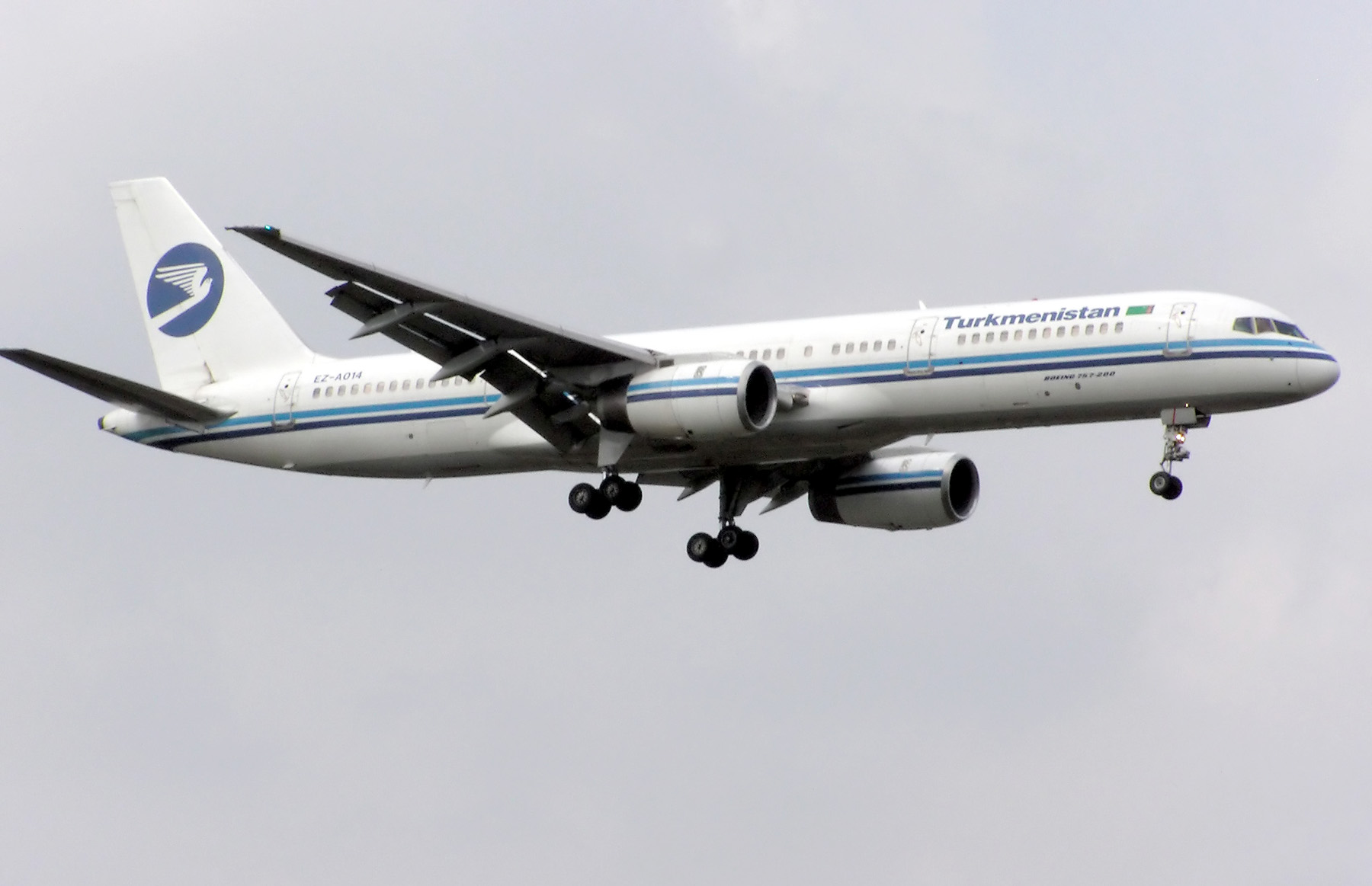
투르크메니스탄 항공의 보잉 757-200